# Грин Нол (Њу Џерзи)
Грин Нол (енгл. Green Knoll) насељено је место без административног статуса у америчкој савезној држави Њу Џерзи.

## Демографија
По попису из 2010. године број становника је 6.200.
| Група             | 2000.    | 2010.         |
| Белци             | 0 (0,0%) | 4.647 (75,0%) |
| Афроамериканци    | 0 (0,0%) | 199 (3,2%)    |
| Азијати           | 0 (0,0%) | 919 (14,8%)   |
| Хиспаноамериканци | 0 (0,0%) | 377 (6,1%)    |
| Укупно            | 0        | 6.200         |